# Trends (журнали)
Trends — серія наукових журналів видавництва Cell Press (Elsevier), де публікуються оглядові статті з різних галузей біології.
Серію Trends було створено в 1976 р., починаючи з Trends in Biochemical Sciences (TIBS). Незабаром почали виходити друком Trends in Neurosciences (TINS), Trends in Pharmacological Sciences (TIPS) і Immunology Today. Швидке розширення формули відбувалося в 1980-ті і 1990-ті, включаючи небіологічні напрямки, Trends in Food Science and Technology і Trends in Polymer Science, які згодом було закрито, або видалено із серій.
Immunology Today, Parasitology Today і Molecular Medicine Today змінили свої назви на Trends in… в 2001 р.

## Назви
Журнали Trends публікуються щомісяця:
| Назва                                                          | Галузь                      | Редактор                 | Засновано | Імпакт-фактор |
| -------------------------------------------------------------- | --------------------------- | ------------------------ | --------- | ------------- |
| Trends in Biochemical Sciences (TIBS)                          | Біохімія                    | Nicole Neuman            | 1976      | 11.227        |
| Trends in Analytical Chemistry                                 | Хімія                       | Janusz Pawliszyn         | 1981      | 9.801         |
| Trends in Biotechnology                                        | Біотехнологія               | Ernesto Andrianantoandro | 1983      | 10.040        |
| Trends in Cell Biology                                         | Клітинна біологія           | Danielle Loughlin        | 1991      | 12.314        |
| Trends in Cognitive Sciences (TiCS)                            | Когнітивна наука            | Rebecca Schwarzlose      | 1997      | 21.147        |
| Trends in Ecology & Evolution (TREE)                           | Еволюційна екологія         | Paul Craze               | 1986      | 15.353        |
| Trends in Endocrinology and Metabolism (TEM)                   | Ендокринологія і Метаболізм | Effie Tzameli            | 1990      | 8.868         |
| Trends in Genetics (TIG)                                       | Генетика                    | Rhiannon Macrae          | 1985      | 11.597        |
| Trends in Immunology колишній Immunology Today                 | Імунологія                  | Fabiola Rivas            | 1980      | 12.031        |
| Trends in Microbiology (TIMI)                                  | Мікробіологія               | Gail Teitzel             | 1993      | 9.186         |
| Trends in Molecular Medicine колишній Molecular Medicine Today | Молекулярна медицина        | Christopher Pettigrew    | 1995      | 9.453         |
| Trends in Neurosciences (TINS)                                 | Неврологія                  | Andrew M. Clark          | 1978      | 12.902        |
| Trends in Parasitology — колишній Parasitology Today           | Паразитологія               | Lynn Sherrer             | 1985      | 6.217         |
| Trends in Pharmacological Sciences (TIPS)                      | Фармакологія                | Joanna Schaffhausen      | 1979      | 9.988         |
| Trends in Plant Science                                        | Ботаніка                    | Susanne Brink            | 1996      | 13.479        |

## Ресурси Інтернету
- Trends journals [Архівовано 6 травня 2016 у Wayback Machine.]